# مینوی سرگنده
مینوی سرگنده (نام علمی: Pimephales promelas)؛ که همچنین به نام‌های مینوی سرچرب و توفی شناخته می‌شوند) گونه‌ای از ماهی‌های آب شیرین معتدل وابسته به سردۀ Pimephales از خانواده کپورماهیان هستند. گستره جغرافیایی طبیعی در سراسر آمریکای شمالی، از جنوب کانادا در امتداد کوه‌های راکی تا تگزاس، و از شرق تا ویرجینیا و شمال شرقی ایالات متحده گسترش می‌یابد. این مینو نیز از طریق سطل طعمه به بسیاری از مناطق دیگر معرفی شده‌است. سویه طلایی یا گزانتیک آن که به نام مینوی سرخ گلگون شناخته می‌شود، یک ماهی تغذیه‌کننده بسیار رایج است که در ایالات متحده و کانادا فروخته می‌شود. این ماهی بیشتر به دلیل تولید Schreckstoff (یک سیگنال پریشانی) شناخته شده‌است.

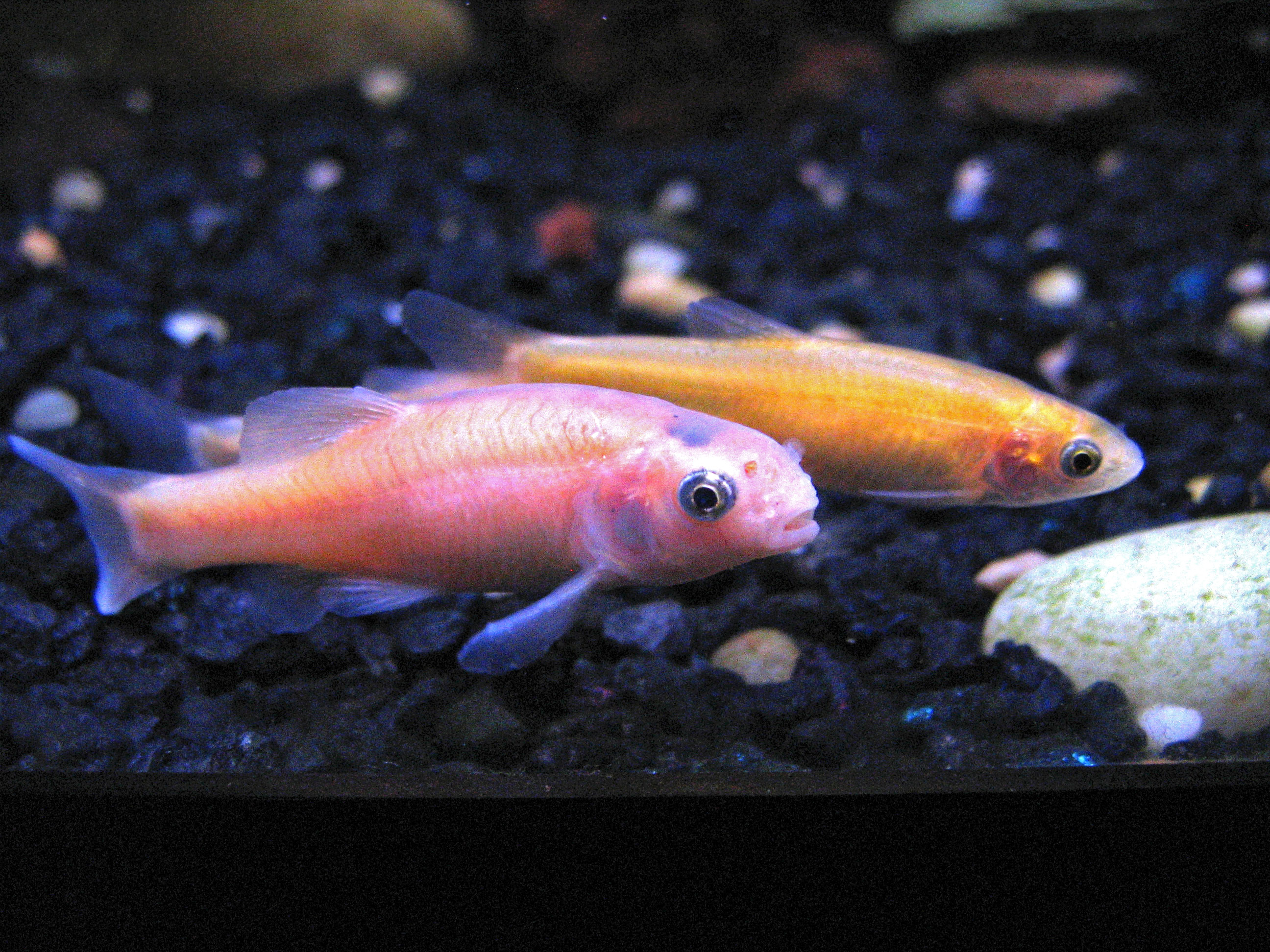
سویه سرخ گلگون Pimephales promelas در یک آکواریوم خانگی